# Archetypus fulvipennis
Archetypus fulvipennis là một loài bọ cánh cứng trong họ Cerambycidae.